# Amori miei
Amori miei è un film del 1978 diretto da Steno, trasposizione cinematografica dell'omonima opera teatrale (1975) di Iaia Fiastri, in cui i ruoli dei protagonisti erano di Ornella Vanoni, Duilio Del Prete e Gianrico Tedeschi.

## Trama
Anna è sposata con Marco, che la trascura nonostante lei lo ami profondamente. Decide così di trovarsi un altro marito e, all'insaputa di Marco, sposa Antonio, un professore di psicologia ignaro di tutto. Con la scusa di avere impegni di lavoro trascorre il suo tempo alternativamente con l'uno e con l'altro marito, e le cose sembrano funzionare. 

Una scena del film

 Un giorno però scopre di essere rimasta incinta, ma non è in grado di stabilire di chi dei due. Informa quindi sia Marco che Antonio della propria gravidanza, e decide di fare in modo che i due uomini si conoscano e diventino amici (ma all'insaputa del fatto di essere sposati alla stessa donna), così da poter poi farli convivere serenamente insieme a lei e ai bambini (due gemelli).

## Produzione
Commedia sofisticata dalla trama semplice ma con una sceneggiatura piuttosto solida, dove la bigamia viene rappresentata non dall'uomo bensì dalla donna. È stato girato a Roma; il cast presenta un sardonico Dorelli, un Salerno perfetto nella sua parte, la Vitti carismatica e scatenata e una Fenech in un ruolo marginale. Alcuni caratteri della vicenda vennero ripresi poi nel 1981 nella pellicola Nudo di donna.

## Distribuzione
Il film venne distribuito nelle sale cinematografiche italiane dalla Cineriz il 21 dicembre 1978.

## Riconoscimenti
- 1979 - David di Donatello per la migliore attrice protagonista a Monica Vitti
- 1980 Salone Internazionale dell'Umorismo di Bordighera - premio Capo Migliarese per il film più umoristico[3]